# Patronentasche

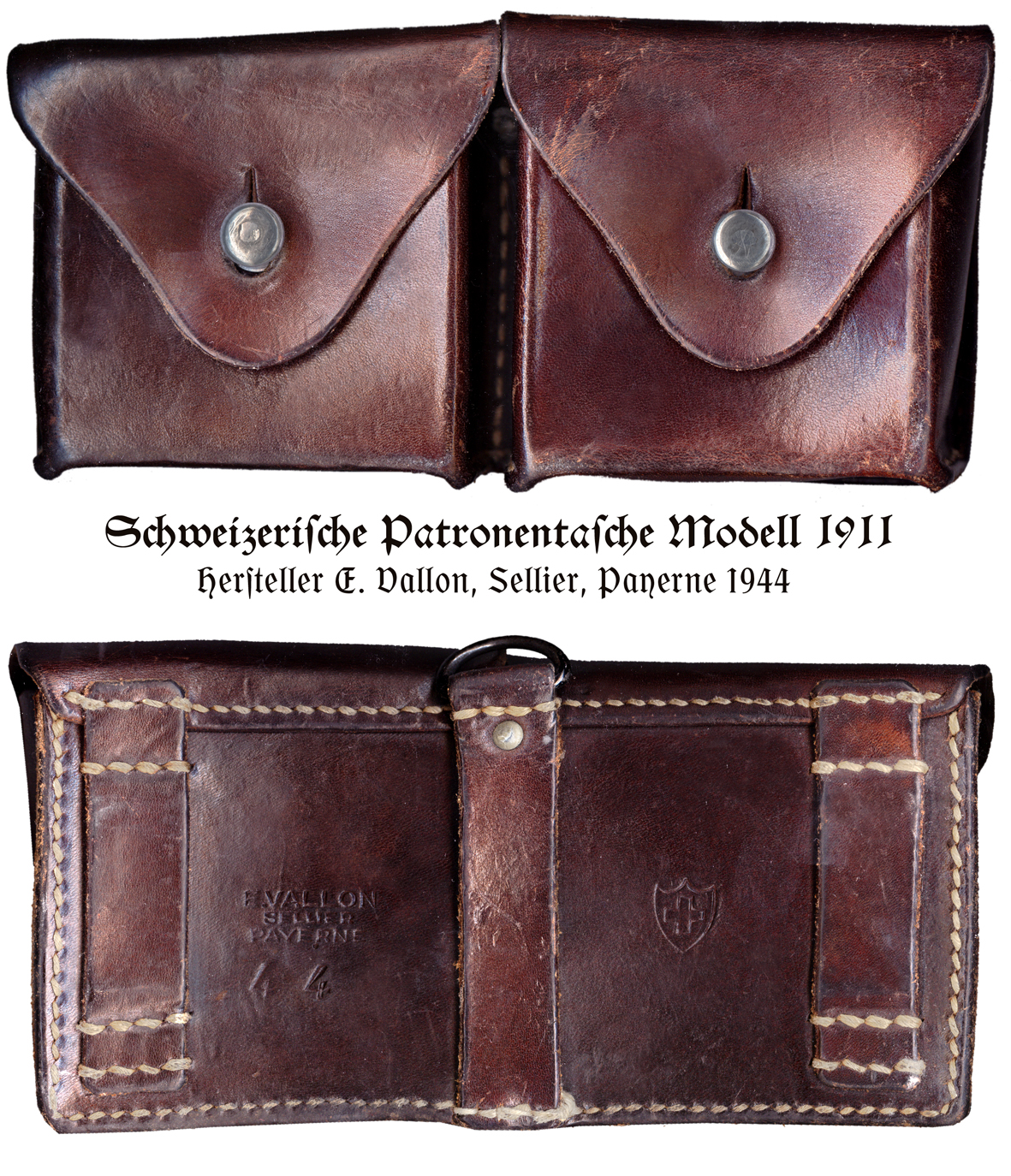
Schweizerische Patronentasche Modell 1911

Patronentaschen sind aus Leder, Stoff oder Kunststoff gefertigte Behälter, die zur Aufnahme der Munition dienen. Sie werden sowohl im militärischen Bereich als auch zivil genutzt.

## Geschichte
Die ersten Patronentaschen (eigentlich Kartuschentasche) wurden von dem schwedischen König Gustav Adolf für die schwedischen Truppen im Dreißigjährigen Krieg eingeführt.

### Deutschland
Erster Weltkrieg

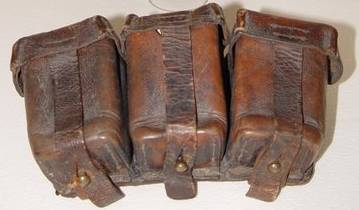
Deutsche Patronentaschen M1909

Zur Koppelausrüstung gehörte das Koppel M1895 aus naturfarbenem Leder mit einem landesspezifisch ausgestalteten Koppelkastenschloss. Dieses Koppel wurde ab 1915 geschwärzt getragen. Links und rechts des Koppelschlosses wurde je eine naturlederfarbene Patronentascheneinheit M1909 mit je drei solitär gearbeiteten Taschen auf das Koppel gezogen, die ab 1915 ebenfalls geschwärzt wurden. Jede dieser Taschen wurde mit drei Ladestreifen zu je fünf Patronen beschickt (45 Schuss pro M1909 Einheit, insgesamt 90 Schuss). Das Gewicht der Patronentaschen fing der Tornisterriemen auf, der an der Rückseite der Taschen eingehakt wurde.

### Österreich
Erster Weltkrieg
Das naturlederfarbene Koppel wurde mit einem Messingkastenschloss getragen, auf dem der doppelköpfige österreichisch-ungarische Adler eingeprägt war. Die beiden naturlederfarbenen doppelten Patronentaschen wurden links und rechts vom Koppelschloss auf das Koppel gezogen. Jede Tasche nahm zwei Ladestreifen mit je fünf Patronen auf (20 Schuss pro Patronentasche, insgesamt 40 Schuss). Während des Krieges wurden diese Taschen auch aus Ersatzmaterialien, z. B. diverse Stoffarten, hergestellt.

### Frankreich
Erster Weltkrieg
Die Koppelausrüstung bestand bei Kriegsbeginn aus schwarz gefärbtem Leder und drei Patronentaschen vom Modell 1888 beziehungsweise 1905. Der Unterschied zwischen diesen Taschen lag lediglich in geänderten Koppelschlaufen. Zwei Patronentaschen wurden rechts und links auf das geschwärzte Lederkoppel aufgezogen, die dritte saß ebenfalls auf dem Koppelriemen im Kreuz des Soldaten. Um das Gewicht der schweren Taschen zu leichtern wurde ein Y-förmiges, schwarzes, ledernes Koppeltragegestell M1892 umgelegt, das mit Messinghaken in jede der drei Taschen eingehakt werden konnte. Die Koppelausrüstung wurde nach Kriegsbeginn leicht überarbeitet und nunmehr naturlederfarben ausgegeben. Das Koppel wurde mit einer großen Messingschließe geschlossen, die keinerlei Aufprägungen aufwies. Bereits zu diesem Zeitpunkt wurde auch schon das geschwärzte Lederkoppel M1903 mit einer Zweidornschnalle getragen. Dieses Koppel wurde 1914 nochmals leicht überarbeitet und ab Dezember 1914 nur noch naturlederfarben ausgegeben. Es gab von diesem Koppel auch vereinfachte Kriegsausführungen mit nur einem Dorn. Die drei ledernen Patronentaschen eines jeden Soldaten wurde 1916 überarbeitet und nun ebenfalls naturbraun ausgeliefert.